# Ronde van Italië 2019/Zevende etappe
De zevende etappe van de Ronde van Italië 2019 was een rit over 185 kilometer tussen Vasto en L'Aquila. De etappe voerde net als de dagen hiervoor over glooiende wegen en over een aantal pittige heuveltjes, zoals de Chieti, de Le Svolte di Popoli en in de slotfase de Torrione. Deze klim (drie kilometer à vijf procent gemiddeld) kon de slotfase kleuren en gaf puncheurs de kans met een vroege demarrage het peloton te slim af te zijn. Anders was er nog de slotklim in L'Aquila om concurrenten af te schudden; de slotkilometer liep met gemiddeld 7,6% omhoog. 
| Vasto – L'Aquila (185,0 km) |                    |                             |          |
| Plaats                      | Naam               | Ploeg                       | Tijd     |
| 1                           | Peio Bilbao        | Astana Pro Team             | 4u06'27" |
| 2                           | Tony Gallopin      | AG2R La Mondiale            | + 5"     |
| 3                           | Davide Formolo     | BORA-hansgrohe              | z.t.     |
| 4                           | Lucas Hamilton     | Team Sunweb                 | + 9"     |
| 5                           | Mattia Cattaneo    | Androni Giocattoli-Sidermec | z.t.     |
| 6                           | José Joaquín Rojas | Movistar Team               | + 30"    |
| 7                           | Sebastián Henao    | Team INEOS                  | + 48"    |
| 8                           | Antonio Pedrero    | Movistar Team               | + 1'01"  |
| 9                           | Valentin Madouas   | Groupama-FDJ                | + 1'07"  |
| 10                          | Andrea Vendrame    | Androni Giocattoli-Sidermec | z.t.     |
|                             |                    |                             |          |
| 11                          | Tosh Van der Sande | Lotto Soudal                | z.t.     |
| 24                          | Sam Oomen          | Team Sunweb                 | z.t.     |

| Algemeen klassement |                    |                             |           |
| Plaats              | Naam               | Ploeg                       | Tijd      |
| Roze trui           | Valerio Conti      | UAE Team Emirates           | 29u29'34" |
| 2                   | José Joaquín Rojas | Movistar Team               | + 1'32"   |
| 3                   | Giovanni Carboni   | Bardiani CSF                | + 1'41"   |
| 4                   | Nans Peters        | AG2R La Mondiale            | + 2'09"   |
| 5                   | Valentin Madouas   | Groupama-FDJ                | + 2'17"   |
| 6                   | Amaro Antunes      | CCC Team                    | + 2'45"   |
| 7                   | Fausto Masnada     | Androni-Sidermec-Bottecchia | + 3'14"   |
| 8                   | Pieter Serry       | Deceuninck–Quick-Step       | + 3'25"   |
| 9                   | Andrey Amador      | Movistar Team               | + 3'27"   |
| 10                  | Sam Oomen          | Team Sunweb                 | + 4'57"   |

1e etappe ·
2e etappe ·
3e etappe ·
4e etappe ·
5e etappe ·
6e etappe ·
7e etappe ·
8e etappe ·
9e etappe ·
10e etappe ·
11e etappe ·
12e etappe ·
13e etappe ·
14e etappe ·
15e etappe ·
16e etappe ·
17e etappe ·
18e etappe ·
19e etappe ·
20e etappe ·
21e etappe
Startlijst · Eindstanden · Afbeeldingen